# Тобой казнённые
«Тобой казнённые» («Тобою казнённые») (1917) — художественный немой фильм Владимира Максимова. Вышел на экраны 4 октября 1917 года. 
Фильм не сохранился.

## Сюжет
Сюжет изложен в журнале «Сине-фоно» (1918).
Писатель Ведринский сильно любит Евгению Клод, нежную и грустную девушку. Но Евгения не отвечает на чувства Ведринского. У Евгении есть брат, безумно влюблённый в красивую и избалованную поклонниками Дину Вольскую. 
Вольская после случайного знакомства с Ведринским серьёзно увлекается им. Писатель поддается обаянию Дины и становится её любовником. Борис умоляет сестру сделать так, чтобы Ведринский оставил Дину.  Евгения выполняет просьбу брата, писатель отталкивает Вольскую и уезжает. 
Но Дина настойчива и возвращает Ведринского к себе. Видя их в объятиях друг друга, Борис убивает пару любовников в приступе ревности.

## В ролях
| Актёр             | Роль                 |
| ----------------- | -------------------- |
| Вера Холодная     | Евгения Клодт        |
| Иван Худолеев     | Борис, её брат       |
| Владимир Максимов | Ведринский, писатель |
| К. Алексеева      | Дина Вольская        |

## Критика
Историк дореволюционного кино Вениамин Вишневский назвал картину «любовной упадочнической пьесой».
Киновед Нея Зоркая упоминала фильм в качестве примера при анализе повторяемости сюжетов, образов и мотивов в досоветском кинематографе. В результате проведённой ей систематизации, она отнесла фильм к категории «месть покинутого» («убийство обольстителя, или изменника, или обоих»), так как «Борис, влюблённый в „вамп“ Дину Вольскую, соблазнившую писателя Ведринского, убивает обоих, застав их в объятиях».